# Червонощок
Червонощо́к (Pyrenestes) — рід горобцеподібних птахів родини астрильдових (Estrildidae). Представники цього роду мешкають в Африці на південь від Сахари.

## Види
Виділяють три види:
- Червонощок малий (Pyrenestes minor)
- Червонощок західний (Pyrenestes sanguineus)
- Червонощок чорночеревий (Pyrenestes ostrinus)

## Етимологія
Наукова назва роду Pyrenestes походить від сполучення слів дав.-гр. πυρην — кістянка і εστης — той, хто їсть.